# 千年の愉楽
『千年の愉楽』（せんねんのゆらく）は、中上健次の連作短編集。1980年7月から1982年4月にかけて『文藝』に掲載され、1982年8月、河出書房新社から刊行された。1992年10月、河出書房新社より文庫版が刊行された。
本作を原作とした同タイトルの映画が若松孝二・監督で制作され2013年に公開されている。

## 小説

### あらすじ
作品の舞台は和歌山県新宮市の「路地」と呼ばれる被差別部落である。「中本の一統」と称される高貴にして穢れた血に生まれて早死にを宿命づけられた若者たちの刹那的な生き様を「路地」に住まう全ての人の生き死にを記憶している産婆オリュウノオバの目を通して、マジック・リアリズムの幻想的なタッチで神話的に描いている。
半蔵の鳥
美男の血統である中本の一統の中でも群を抜いて男振りの良い半蔵は、中本の淫蕩な血に突き動かされるままに女遊びを繰り返す。しまいにはそのことで怨恨を買って男から後ろから刺されて死ぬ。
六道の辻
中本の一統の三好は、盗人などをして暮らしている。ヒロポンを打ち、ダンスホールや玉突き場で遊び暮らすが、ある時、殺人を犯してしまう。三好は身を隠すように飯場で働き始める。それからほどなく、若くして失明して、絶望して縊死する。
天狗の松
子供の頃に天狗にさらわれ神隠しに会ったことがある文彦は飯場に出かけて生計をたてている。あるとき巫女を「路地」に連れ帰る。文彦は情交中にその女を殺してしまう。また飯場に戻るも、盗みの共謀者となってしまい生きる気が抜けたようになり首をくくって死ぬ。
天人五衰
戦時の中国大陸を放浪し引き揚げて「路地」に戻ってきたオリエントの康は地廻りの頭となる。二度、銃撃を受けたが生き延びたオリエントの康は、新天地を求めて南米に渡るが、革命運動に巻き込まれて行方不明になる。
ラプラタ綺譚
盗人をして義賊のように盗品を「路地」の者に分け与えていた新一郎は、下駄直しをしたり山仕事の人夫をしたりしていたが、ある時、銀の河が流れているという南米ラプラタに渡る。しばらくして路地に戻って来た新一郎は盗人を再開するが、ほどなく水銀を飲み自殺する。
カンナカムイの翼
中本の一統の達男は十五の年で北海道の鉱山に働きに行き、アイヌの若い衆と知り合い意気投合する。達夫は鉱山の労働争議の交渉の最中に殺される。

## 映画
若松孝二監督が映画化し、2013年3月9日、若松プロダクションおよびスコーレ株式会社の配給で公開された。「ロケ地の三重で先行上映したい」という監督の意向により、2013年1月6日に津市の三重県総合文化センターで、同年2月9日に尾鷲市の尾鷲市民文化会館（せぎやまホール）で先行上映されている。2012年10月17日に亡くなった若松の遺作となった。
2011年11月7日から11月15日まで三重県尾鷲市須賀利町でロケーション撮影が行われた。
また、第69回ヴェネツィア国際映画祭オリゾンティ部門に招待された。これにより、若松監督作品としては2008年から2012年までの4年間でベルリン国際映画祭の『実録・連合赤軍 あさま山荘への道程』（2008年）、『キャタピラー』（2010年）、カンヌ国際映画祭の『11・25自決の日 三島由紀夫と若者たち』（2012年）に続き、世界三大映画祭への出品を制覇したことになる。

### あらすじ (映画版)
「路地」と呼ばれる地域に、産婆の妻・オリュウノオバ（以下オリュウ）と毛坊主の夫・礼如の夫婦がおり、地元の人の生き死に寄り添い数十年間暮らしてきた。その「路地」には、“中本家に生まれた男たちは代々、周りの女が放っておかない容姿を持ちながら若くして不運な運命を辿る”という言い伝えがあった。
老婆となったオリュウは、奇しくも産婆として初めて取り上げたのが中本家の赤ん坊で、数年前に故人となった礼如の遺影に当時のことを語りかける。数十年前のその日、中本彦之助は礼如と2人きりで会話し、中本の先祖が犯した罪を自身が罰を受けることで“中本の汚れた血”を清めると告げた直後森の中に消えてしまう。時同じくしてオリュウは彦之助の妻の出産に立ち会い、「中本の血を背負っていようが、恐ろしいことはない」と言葉をかけて息子・半蔵を取り上げる。
生まれたその日に母子家庭となった半蔵は数年後に母までが失踪したため、「路地」にいる知人の家を転々としながら育てられ、10代後半に一時地元を出て働きに出る。その後別の町で知り合った女性と共に帰郷した半蔵は、「夫婦で『路地』で暮らすことに決めた」とオリュウと礼如に告げて2人を喜ばせる。半蔵は仲間に誘われて山仕事をするようになるが、しばらく経ったある日半蔵が浮気しているとの噂がオリュウの耳に入る。後日半蔵は、夫がいる身の女に手を付けたことがその夫にバレて刺されてしまい、知らせを聞いて駆けつけたオリュウは早すぎる彼の死を悼む。
そのやじ馬の中に「これが中本の血を引く男の最後か」とつぶやく男・田口三好がおり、姓は違うが彼もまた中本の血を引く若者だった。三好もオリュウが取り上げた子で、生来負けん気の強い彼は10代半ばで不良となり、時々顔を合わせる彼をオリュウと礼如は心配していた。そんなある日、三好は2人組の男たちから金持ちの家に泥棒に入る計画に誘われて賛同し、その夜忍び込んだ家の金品を盗むことに成功する。三好は、後日オリュウに会うと「俺は半蔵のように惨めに死んだりしない。中本の血がなんじゃ」とその場を後にする。
その後三好はダム建設の飯場で真面目に働くことを決めて「路地」を離れ、同じく中本の血を引く若者・中本達男と飯場で再会し共に働くことに。しかし1年後三好は病気で失明してしまい達男に連れられて帰郷するが、彼が目を離したすきに人生に悲観した三好は自ら命を絶ってしまう。

### キャスト

#### オリュウ家
オリュウノオバ
演 - 寺島しのぶ
元産婆の老婆。周りから「オバァ」と呼ばれている。この数十年間で地元で生まれた多くの子どもたちを取り上げてきた。自身が取り上げた子たちからは、第二の母のように慕われている。過去に自身の子供を2歳で亡くしており、このことがきっかけで産婆になった。非常に思いやりのある性格で、手を焼かせる半蔵や三好にも懐の深い対応をしている。
礼如（れいじょ）
演 - 佐野史郎
オリュウの夫。本作の現在の時点では既に故人。生前は毛坊主（剃髪をせず、普段は他の仕事をしながら葬儀や法事などがある時だけ僧侶の務めをする人）として「路地」の葬儀などでお経を上げている。自身や周りでその日起きた日記のようなものを書き記しているが、忘れっぽい性格。オリュウが産婆になった同時期に毛坊主になった。

#### 中本家の男たち
中本彦之助
演 - 井浦新
半蔵の父。礼如によると中本の家は「路地」の中“最も高貴な一党”とされるが、自身は中本の先祖が犯したある罪により「中本の血は汚れている」と認識している。半蔵が生まれた日に、知人の女に腹部を刺された後、うきしまの森で謎の失踪を遂げる。
中本半蔵
演 - 高良健吾
オリュウが産婆となって初めて取り上げた子供。幼い頃に両親が相次いで失踪したため「路地」に住む知人の家を転々として育てられ、10代後半頃に一時大阪に働きに出た後、再び「路地」で暮らし始める。仲間がする山仕事を日雇いで手伝うようになる。根は悪くないが調子に乗りやすい性格で女好きで浮気性。また、下ネタが好きで作中で時々下ネタを言っている。
田口三好（たぐち みよし）
演 - 高岡蒼佑
中本の血を引く若者。22歳。半蔵の祖父と浮気相手の女との間に出来た子。出生時は、オリュウに取り上げられる。15歳で不良となりその後定職には就いていない。生来の勝ち気な性格と日常的に不真面目な言動をしているが、心の内では「体から火を吹くように情熱を持って生きること」を理想としているが、情熱を傾けられるものに中々出会えないでいる。
中本達男
演 - 染谷将太
半蔵のいとこ。彦之助の弟の子。出生時は、オリュウに取り上げられる。ダム建設の飯場で偶然親戚の三好と再会する。素直な性格で力仕事が得意なこともあり、オリュウの頼み事を色々と聞いてあげている。

#### 半蔵と関わる人たち
トミ
演 - 増田恵美
半蔵の母。オリュウにより赤ん坊(半蔵)を取り上げられる。半蔵が5歳の時に男を追って姿を消す。
カネ
演 - 並木愛枝
夫と共に「路地」で暮らす女性。子供時代の半蔵が知人の家を転々とした後、彼が10代の頃に一時自宅に居候させる。
ユキノ
演 - 石橋杏奈
半蔵の妻。大阪で知り合った半蔵に連れられ、「路地」で夫婦として暮らし始める。オリュウと時々顔を合わせる内に慕うようになる。
山仕事の男2人組
演 - 辰吉（岡部尚）役名不明（瀧口亮二）
半蔵がする山仕事の仲間。いつも半蔵と3人でナタで草木を伐採する仕事をしている。ある時、3人で仕事中に半蔵が誤ってサカキ（神事などに使われる植物）をナタで刈ってしまい、不吉な事が起きるのではと不安視する。
初枝
演 - 安部智凛
後家。「路地」とは別の地域の住人。3年前に夫を亡くして以来一人暮らしだがちょっとした小金持ち。ある時出会った半蔵に一目惚れして男女の仲となる。ウグイスの鳴き声を真似するインコを飼っている。

#### 三好と関わる人たち
桑原
演 - 水上竜士
窃盗二人組のリーダーの50代ぐらいの男性。三好のことを「坊」と呼んでいる（本作では「少年」のような意味）。ある時出会った三好の度胸を見込んで窃盗の計画に誘う。
直一郎
演 - 岩間天嗣
桑原の仕事上の相方。三好から「兄（あに）ぃ」と呼ばれる。安田によると「いざという時何でもしでかす男」と評されている。
蘭子
演 - 片山瞳
桑原と顔なじみの女性。飲食店の二階で男を相手にする風俗嬢。三好と体の関係を持つ。
芳子
演 - 月船さらら
夫がいる身ながら、夫が泊りがけの仕事に行った日に偶然三好と出会い浮気する。

#### その他の人たち
ミツ
演 - 原田麻由
オリュウの家の近所の主婦。噂好きで地元住人の情報収集力が高く、自身が耳にした話をオリュウに伝える。
清二
演 - 地曵豪
初枝の知人。初枝が飼っているインコは元々彼のもので、ヒナの時から「ホーホケキョ」と鳴き声を教え込んだ。
芳子の夫
演 - 渋川清彦
ある時自身の家に三好に泥棒入られ、鉢合わせとなり捕まえようとする。
安田
演 - 山本太郎（友情出演）
居酒屋の客。居酒屋の店主に、金持ちの家で起きた窃盗事件について話す。
三好の友人
演 - 大和田健介
ある時三好と2人で、どこからか手に入れたパイナップルの缶詰を「アメリカ製の高級品」と謳って路上販売する。
呼び止められる男
演 - 石田淡朗
歩いていた所、自身の後ろ姿を見た三好から、直一郎と間違えられて呼び止められる。
近所の女性たち
演 - 真樹めぐみ、大西礼芳
老婆となったオリュウと親しい女性たち。これまで数十年間「路地」で生まれた人たちを取り上げてきたオリュウを尊敬している。高齢で思うように体が動かなくなったオリュウの代わりに、自宅に訪れて家事をしてあげる。
その他
演 - 山岡一、大谷友右衛門（友情出演）、大西信満、小林ユウキチ

### スタッフ
- 監督：若松孝二
- 脚本：井出真理
- 原作：中上健次
- 企画：若松孝二、昆絹子
- プロデューサー：若松孝二、昆裕子、尾崎宗子
- ラインプロデューサー：大友麻子
- 撮影：辻智彦、満若勇咲
- 照明：大久保礼司
- 録音：福田伸
- 美術：増本知尋
- メイク：小沼みどり
- 衣装：宮本まさ江
- 助監督：大友太郎、富永拓輝、瀧口亮二
- キャスティング：小林良二
- 特殊メイク：森田誠
- メイキング：木俣全
- 編集：坂本久美子
- 音楽：中村瑞希、ハシケン
- 音楽プロデューサー：高護
- 製作・配給：若松プロダクション、スコーレ